# Leo von Rudloff
Leo von Rudloff OSB (* 31. Januar 1902 in Düren als Alfred von Rudloff; † 17. August 1982 in Weston, Vermont, USA) war ein deutscher Benediktinermönch und Abt der Dormitio-Abtei in Jerusalem.

## Leben
Alfred von Rudloff war ein jüngerer Bruder des Osnabrücker Weihbischofs Johannes von Rudloff. Nach dem Abitur trat er in die Abtei Gerleve ein, wo er den Ordensnamen Leo erhielt. 1922 legte er dort seine Profess ab und studierte ab 1923 an der Universität der Benediktiner in Rom, dem Athenaeum Sant’Anselmo. 1926 empfing von Rudloff die Priesterweihe. 1928 wurde er mit einer Dissertation über Des hl. Thomas’ Lehre von der Formalursache der Einwohnung Gottes in der Seele des Gerechten zum Dr. theol. promoviert. Während des Zweiten Weltkriegs war er Theologieprofessor am Priesterseminar des Erzbistums Newark in Darlington (New Jersey) bei Newark (New Jersey) in den USA. 
1950 konnten die deutschen Benediktiner der Dormitio-Abtei auf dem Zionsberg in Jerusalem, die ihr Kloster während des Zweiten Weltkrieges hatten verlassen müssen, dorthin zurückkehren. Leo von Rudloff wurde vom Gerlever Abt Pius Buddenborg als Visitator entsandt, um den Neubeginn der Benediktinergemeinschaft der Dormitio zu leiten. Er wurde 1951 zu deren Administrator und 1952 zu deren Abt ernannt. Er gründete 1953 in Weston in Vermont ein Tochterkloster (Weston Priory), das 1968 selbständig wurde.
Abt Rudloff gehörte dem Sekretariat zur Förderung der Einheit der Christen an. Beim Zweiten Vatikanischen Konzil leitete er die Unterkommission, die den Entwurf für das Kapitel 4 der Erklärung Nostra aetate – mit einer grundlegenden Neuausrichtung des Verhältnisses der katholischen Kirche zum Judentum – erarbeitete. Dieser Unterkommission gehörten auch Gregory Baum OSA und Johannes Oesterreicher an.
Nach seiner Resignation als Abt 1968 zog sich Leo von Rudloff 1969 in die Weston Priory zurück.

## Schriften
- Kleine Laiendogmatik. Pustet, Regensburg 1935. 13 Auflagen bis 1964, in zahlreiche Sprachen übersetzt.
- Das Zeugnis der Väter. Ein Quellenbuch zur Dogmatik. Pustet, Regensburg 1937.
- Taufe und Firmung im byzantinischen Ritus. Schöningh, Paderborn / Götschmann, Zürich 1938.